# オナガホッキョクジリス
オナガホッキョクジリス（Urocitellus undulatus）は、ネズミ目（齧歯目）リス科に分類されるジリスの一種。

## 分布
シベリア、アルタイ共和国、中国の北西部および北東部、カザフスタン、モンゴルに分布。

## 形態
頭胴長210-315ミリメートル、尾長100-140ミリメートル。体重250-580グラム。背面は茶色で、線状の濃い色の小さな斑点がある。腹部は薄いオークブラウンで、横腹は赤みがかった薄い色。尾は茶色と黒色の縞がある。

## 生態
標高3,100メートル以下の山麓のステップ、平原、牧草地、マツやカバノキの森の端、開拓地や農地に生息。群れで生活する。地中に掘られた巣穴は複雑に入り組んでいる。軽い砂地の巣穴では、深さは3メートル、地下の通路は最大15メートルになる。入り口は、最大直径2メートルで周囲に土を積み上げてある。重い粘土質の巣穴では、穴は2メートルの深さ、長さ5-7メートルで、複数の入り口を持つ。9-10月から冬眠に入り、3-4月に目覚めて繁殖する。妊娠期間は30日間、1度の出産で3-9匹が生まれる。活動は朝早く、午後、夕方に集中しており、日中は巣穴に帰る。食餌は、草木、種子、昆虫、球根、根。冬眠が始まる10月の初め、巣穴には6kgの草木と穀物が蓄えられる。